# Gespräch mit dem Beter
Gespräch mit dem Beter ist eine Erzählung von Franz Kafka, die 1909 in der Zeitschrift Hyperion auf Initiative von Max Brod und gegen die Intention von Kafka selbst erschien. Sie ist auch Bestandteil der postum veröffentlichten Beschreibung eines Kampfes.

## Inhalt
Der Erzähler beschreibt, wie er in die Kirche zu gehen pflegt, um sich heimlich am Anblick eines Mädchen zu erlaben, ohne sie anzusprechen. Als diese einmal ausbleibt, fällt ihm ein junger Mann auf, der ebenfalls regelmäßig kommt und sehr theatralisch betet. Er bedrängt den verunsicherten Beter, sein Verhalten zu erklären. Die Begründung des Beters lautet, dass es sein Lebenszweck sei, von den Leuten angeschaut zu werden.
Im weiteren Verlauf schwindet das Interesse des Erzählers, aber der Beter wird umso gesprächiger. Er legt seine Befindlichkeiten, Ängste und Träume dar (einstürzende Häuser, auf der Gasse liegende Tote, das Gehen über freie Plätze). Der Erzähler nimmt nun Bezug auf eine schöne sommerliche Szene, die der Beter vorher geschildert hat. Darüber ist dieser ganz beglückt und lobt den Erzähler.

## Textanalyse und Deutungsansatz
Der Erzähler tritt als Voyeur auf, erst dem Mädchen gegenüber, dann auch dem Beter. Während er nie den Gedanken fasst, sich dem Mädchen zu nähern, greift er sehr herrisch auf den Beter zu, um ihn auszufragen und ihm Vorhaltungen zu machen. Als dieser verunsichert nach anfänglichem Sträuben sein Herz weit öffnet und von sich und seinen Problemen spricht, wird er dem Erzähler lästig. Das geht über sein oberflächliches Interesse am Beter hinaus.
Der Erzähler wird als beziehungslos dargestellt, ohne wirkliche menschliche Anteilnahme. So bringt er am Schluss, nachdem der Beter einen tiefen Blick in seine verstörte Psyche freigeben hat, das Gespräch abrupt auf eine frühere heitere Episode über ein schönes Sommererlebnis des Beters. Diesem ist die Wendung aber gerade recht. Er lobt nun den Erzähler, wohl gerade weil er ihn so aus seiner trüben Stimmung holt.
Sein letzter Satz lautet: „und Geständnisse würden am klarsten, wenn man sie widerriefe.“ Das dürfte wohl für alle Geständnisse gelten, die er im Laufe der Geschichte gemacht hat, die negativen über sich selbst wie die positiven dem Erzähler gegenüber. Da sie aber nicht widerrufen wurden, bleiben sie demnach unklar und werden damit wieder relativiert.
Auch hier wird wie in der Beschreibung eines Kampfes und im Gespräch mit dem Betrunkenen die Technik der Verdoppelung der Erzählfigur angewendet. Der Ich-Erzähler ist die Künstlernatur, die ein voyeurhaftes Interesse an Absonderlichkeiten, aber auch die Abwehr vor allzu viel Geselligkeit beinhaltet (also die Figur Kafkas). Aber auch der dünne Beter hat starke Elemente von Kafka mit seinen Ängsten und Zwängen, aber auch dem Bedürfnis sich darzustellen. Er sieht sich als „ein auf einer dünnen Spitze schwankendes Unglück“; ein typisches Bild, das Kafka auch von sich selbst formuliert und das ebenso in Der Kübelreiter auftaucht. Dass es am Schluss dem Erzähler gelingt, den Beter aufzuheitern, könnte man als eine Form der Selbsttherapie sehen.

## Quelle und Weblink
- Text der Erzählung Gespräch mit dem Beter

## Ausgaben
- Franz Kafka: Drucke zu Lebzeiten. Herausgegeben von Wolf Kittler, Hans-Gerd Koch und Gerhard Neumann. Fischer Verlag, Frankfurt/Main 1996, S. 387–394.
- Nachgelassene Schriften und Fragmente I. Herausgegeben von Malcolm Pasley, Fischer Verlag, Frankfurt/Main 1993, S. 84–95.

## Sekundärliteratur
- Peter-André Alt: Franz Kafka: Der ewige Sohn. C.H. Beck, München 2005, ISBN 3-406-53441-4.
- Barbara Neymeyr: Beschreibung eines Kampfes. In: Manfred Engel, Bernd Auerochs (Hrsg.): Kafka-Handbuch. Leben – Werk – Wirkung. Metzler, Stuttgart, Weimar 2010, ISBN 978-3-476-02167-0, S. 91–110.
- Joachim Unseld Franz Kafka. Ein Schriftstellerleben.  Carl Hanser Verlag 1982,  ISBN 3-446-13568-5 Ln.